# Seznam nosilcev bronaste medalje za nadzor zračnega prostora
Seznam nosilcev bronaste medalje za nadzor zračnega prostora.

## Seznam
(datum podelitve - ime)
- 2. julij 2002 - Peter Bartol - Jurij Debevc - Mario Filipovič - Leon Finžgar - Robert Hace - Nataša Janžekovič - Stanislav Kreže - Ludvik Kožar - Andrej Pajnič - Tone Partljič - Aleš Tomše - Marjan Zadnikar